# Hell City
Hell City is een Belgische heavy metal band die sinds 2007 werd gestart in het Limburgse Hoeselt.
De band werd in juli van dat jaar gestart door Tommy Goffin (drums) en Niels Coch (gitaar). In januari 2018 voegde Vincent Noben zich bij de band als solo gitarist. Na een intensieve zoektocht om een zanger te vinden werd Wouter Vandenrul aangesteld als zanger / frontman van de band.

## Bezetting
- Tommy Goffin - drums/zang - sinds 2007
- Vincent Noben - leadgitaar - sinds 2008
- Michelle Nivelle - zang
- Alan Coenegrachts - slaggitaar
- Sebastiaan Verhoeven - bas - sinds 2017

## Discografie
- Here Comes The Sin - EP
- Demons To Rest - Full Album (Facto Records)
- Victorious - Full Album (Spinal Records)